# Bitwa pod Eckmühl
Bitwa pod Eckmühl – starcie zbrojne, które miało miejsce w dniach 21–22 kwietnia 1809 roku podczas wojen napoleońskich.
Bitwa ta była punktem zwrotnym podczas wojny w 1809 roku. Napoleon nie był jeszcze przygotowany do działań wojennych, gdy 10 kwietnia Austriacy pod wodzą arcyksięcia Karola przystąpili do operacji wojskowych mających na celu pozbawienie Francji inicjatywy strategicznej. Dzięki zaciętej obronie III korpusu dowodzonego przez marszałka Davouta i bawarskiego VII korpusu dowodzonego przez marszałka Lefebvre'a, Napoleon mógł pokonać główną armię austriacką, przez co do końca wojny inicjatywa pozostała w rękach Francji.

## Sytuacja strategiczna
Operując na długim, liczącym 80-90 kilometrów nierównego i pokrytego gęstymi lasami terenu froncie od Ratyzbony do Pfaffenhofen an der Ilm, zarówno Francuzi jak i Austriacy nie mieli dostatecznej wiedzy o siłach, morale i zamiarach przeciwnika.
Przypuszczając, że większa część armii austriackiej została rozlokowana tak, by ochraniać przyczółek w Landshut oraz główną drogę do Wiednia, Napoleon 20 kwietnia 1809 roku rzucił większość swej armii do ataku w kierunku południowo-zachodnim. Po zwycięskiej bitwie pod Abensbergiem Napoleon rozkazał wszystkim oprócz III korpusu Davouta i VII korpusu bawarskiego Levebvre'a, by ruszyli w pościg i zniszczyli te siły, które uważali za resztki austriackiej armii.
Okazało się jednak, że francuski atak doprowadził jedynie do podzielenia austriackiej armii, oddzielając lewe skrzydło złożone z V korpusu, VI korpusu oraz z korpusu rezerwowego. Natomiast pozostałe dwa korpusy - III korpus i IV korpus zostały wycofane przez arcyksięcia Karola na północ i utworzyły 15-kilometrowy front od Bad Abbach nad Dunajem do Eckmühl nad Große Laber. Ponadto, o czym Napoleon jeszcze nie wiedział, Austriacy odnieśli poważny sukces, gdyż 20 kwietnia otoczyli i zmusili do kapitulacji francuski garnizon w Ratyzbonie wraz ze strategicznym mostem przez Dunaj. Zdobycie mostu w Ratyzbonie spowodowało, że arcyksiążę Karol odzyskał połączenie ze swoim prawym skrzydłem złożonym z I korpusu (generał kawalerii Bellegarde) i II korpusu (Kolowrat), które aż dotąd oddzielone były od reszty armii austriackiej przez Dunaj.
Tak więc, gdy główne siły Napoleona maszerowały na Landshut, by przeciąć linie komunikacyjne armii arcyksięcia Karola, ten szedł już z Landshut do Ratyzbony przez Eckmühl, chcąc połączyć się z nadciągającymi z Czech korpusami austriackimi.

## Plany bitwy
Wraz z opanowaniem mostu w Ratyzbonie arcyksiążę Karol nie musiał już bronić przyczółku w Landshut i zamiast tego przemieścił swoje pozostałe wojska by dokonać koncentracji swej armii, a następnie otoczyć i zniszczyć korpusy Davouta. III korpus Hohenzollerna (około 15 700 żołnierzy) i IV korpus Rosenberga (21 460 żołnierzy) otrzymały rozkaz zatrzymania w miejscu korpusów Davouta. W tym czasie II korpus Kolowrata (28 168 żołnierzy) oraz korpus rezerwowy Liechtensteina (elitarne jednostki grenadierów i kirasjerów miały ruszyć na południe od Ratyzbony i rozwinąć się naprzeciw lewego skrzydła wojsk Davouta. Z nieznanych powodów dowodzący I korpusem (27 653 żołnierzy) K. Bellegarde nie otrzymał żadnych rozkazów i z tego powodu jego bardzo silny korpus pozostał na północnym brzegi Dunaju i nie odegrał żadnej roli w zbliżającej się bitwie.
Napoleon natomiast miał zamiar otoczyć i zniszczyć austriackie wojska leżące na południowy zachód od Landhsut i znajdującego się tam mostu przez rzekę Izarę. Dowodzący II i IV korpusem (razem około 57 000 żołnierzy) marszałek Masséna otrzymał rozkaz przeprawienia się przez Izarę na południe od Landshut i uniemożliwienia Austriakom przeprawy na południowy brzeg. W międzyczasie marszałek Lannes (51 000 żołnierzy) miał doścignąć i zniszczyć pokonanych Austriaków. Pomimo tego, że ponad połowa III korpusu została użyta do sformowania armii Lannesa, Davout otrzymał od Napoleona rozkaz do zaatakowania Austriaków z samego rana. Gdyby okazało się, że ma problemy, wspomóc go miał Lefebvre - wtedy łącznie siły francuskie w dwóch korpusach osiągnęłyby stan 36 000 żołnierzy.
Gdy o świcie 21 kwietnia osłaniający Napoleona Davout zaatakował Austriaków pod Eckmühl, okazało się, że ma on przed sobą całą armię austriacką, natomiast Napoleon, który tego samego dnia zajął Landshut, miał do czynienia jedynie z grupą wojsk austriackich de Hillera. Gdy zdał sobie sprawę z pomyłki, w nocy przegrupował swe siły, by uderzyć przez Eckmühl na Ratyzbonę.

## 22 kwietnia
Gdy arcyksiążę Karol, który nawiązał już łączność z idącymi z Czech korpusami, zauważył, że ma przed sobą jedynie korpus Davouta, oparł swe siły o Ratyzbonę i postanowi zniszczyć osamotniony korpus. Z tego powodu rankiem 22 kwietnia wojska austriackie ruszyły do natarcia, próbując obejść lewe skrzydło Francuzów. Napoleon po przegrupowaniu swych wojsk ruszył z głównymi siłami w kierunku Ratyzbony o godzinie 2:00, zamierzając przemieścić swe siły około 30 km na północ w ciągu kilku godzin. W ten sposób wzmocniłby Davouta już w godzinach porannych. Austriacki wódz nie wiedział więc jeszcze o tym, że od południa pod Eckmühl zaczęły zbliżać się główne siły francuskie, zagrażające obejściem lewego skrzydła austriackiego. 
Do początkowych walk doszło, gdy idące do ataku przednie oddziały austriackie wpadły na idącą do szarży kawalerię Montbruna, który wcześniej z powodu pagórkowatego i pokrytego lasem terenu nakazał spowolnienie natarcia. Austriacki generał Rosenburg martwił się tym, że wojska Davouta jeszcze nie wkroczyły do walki, gdyż jak słusznie przypuszczał czekały one na posiłki. Zgodnie z przewidywaniami francuskie oddziały pomocnicze przybyły i przystąpiły do działań w okolicach prawego skrzydła sił Rosenburga.
Na przodzie ataku maszerowały niemieckie oddziały dowodzone przez generała Vandamme'a. Żołnierze ci uderzyli na most pod Eckmühl, a nawet, mimo zaciętego oporu Austriaków, opanowali znajdujący się w mieście zamek. W tym momencie Davout rzucił swe wojska na austriackie centrum znajdujące się w wiosce Unterlaiching i w lasach ciągnących się na północ. Słynny 10 regiment Legere'a zaangażował się w zażartą walkę w lasach, a gdy w końcu  wzmocniony został przez wojska bawarskie dowodzone przez Deroya opanował pozycje austriackie. Na północ od Unterlaiching wojska Davouta dowodzone przez Frianta i St.Hilairego stopniowo wypierały siły austriackie broniące Oberlaiching i okolicznych lasów, a na koniec opanowały redutę bronioną przez węgierskich grenadierów, co skłoniło arcyksięcia Karola do wydania rozkazu do odwrotu.
Walka przemieniła się teraz w ciąg starć kawalerii, gdyż wycofujący się Austriacy osłaniali się jazdą, by zminimalizować liczbę jeńców. Prawdopodobnie najlepsze oddziały jazdy w austriackiej armii znajdowały się między Eckmühl a lasami powyżej Unterlaiching. Te elitarne jednostki kawalerii zniszczyły część niemieckiej lekkiej kawalerii, zanim nie zostały zatrzymane przez maszerującą piechotę bawarską. Napoleon, który pragnął natychmiast zająć austriackie pozycje, rozkazał ruszyć naprzód dwóm dywizjom ciężkiej jazdy dowodzonym przez St.Suplice'a i Nansoutyego. Jazda ta, pomimo ciężkich strat zadawanych przez austriacką artylerię, posuwała się naprzód i dotarła do artyleryjskich pozycji atakując kanonierów na białą broń. W tym czasie jazda austriacka wycofała się podążając za resztą armii.
Odwrót jednak nie udał się, gdyż Austriacy natrafili na swej drodze na zwężenie terenu, które wydłużyło ich formację marszową. Wobec spowolnienia odwrotu Austriacy zostali doścignięci i zaatakowani przez trzy dywizje francuskich kirasjerów wspomagane przez lekką kawalerię niemiecką. Doszło do zażartej walki wręcz, w której Austriacy, pomimo heroicznej postawy, ponosili bardzo ciężkie straty i wobec znacznej przewagi nieprzyjaciela musieli się cofać. Podczas walki większość francuskiej kawalerii uderzyła na austriackie skrzydła, zmuszając jazdę austriacką do pośpiesznej ucieczki na północ w kierunku Ratyzbony.

## Po bitwie
Francuzi wygrali bitwę, jednak nie było to decydujące zwycięstwo, gdyż Napoleon wbrew swoim nadziejom nie zdołał dopaść Austriaków w luce między wojskami Davouta a Dunajem. Stało się tak, gdyż wcześniej siły austriackie zdobyły Ratyzbonę (o czym Napoleon nie wiedział) i dzięki temu armia austriacka zdołała ujść na drugi brzeg Dunaju.
Pobici Austriacy stracili w bitwie około 10 000 żołnierzy (zabici, ranni i jeńcy), natomiast Francuzi około 3500 żołnierzy. Dalsza kampania prowadzona przez Napoleona doprowadziła do odzyskania przez Francuzów Ratyzbony (23 kwietnia), a następnie wyparcia Austriaków z południowych Niemiec. Decydującym ciosem dla Austrii była bitwa pod Wagram.